# 漢諾威國立歌劇院
漢諾威州立歌劇院（德語：Staatsoper Hannover）是位於德國城市漢諾威的一座歌劇院，在每年九月至次年六月營業。漢諾威州立歌劇院修建於1845年至1852年期間，是一座新古典主義風格建築。二戰期間歌劇院遭到嚴重破壞，在1948年重建。

## 外部連結
- Staatsoper Hannover （页面存档备份，存于） website （德文）

52°22′24″N 9°44′27″E / 52.37333°N 9.74083°E